# Gmina Solec-Zdrój
Die Gmina Solec-Zdrój ist eine Landgemeinde und ein Kurort im Powiat Buski der Woiwodschaft Heiligkreuz in Polen. Ihr Sitz ist der gleichnamige Kurort mit etwa 850 Einwohnern.

## Geographie
Die Gemeinde liegt im Süden der Woiwodschaft und grenzt an die Gemeinde der Kreis- und Kurstadt Busko-Zdrój. Die Weichsel ist nur zwei Kilometer entfernt. Die Woiwodschaftshauptstadt Kielce liegt etwa 60 Kilometer nördlich.

## Geschichte
Die Landgemeinde Solec wurde 1973 gegründet, 1975 wurde sie in Solec-Zdrój umbenannt, nachdem 1974 ihr Hauptort als Kurort den Namen Solec-Zdrój erhielt. Bis 1954 bestand auf ihrem Gebiet die Gmina Zborów. Von 1975 bis 1998 gehörte die Gemeinde zur Woiwodschaft Kielce.

## Gliederung
Die Gemeinde umfasst neben dem Ort Solec-Zdrój 19 Dörfer mit Schulzenämtern: Chinków, Kików, Kolonia Zagajów, Ludwinów, Magierów, Piasek Mały, Piestrzec, Solec-Zdrój, Strażnik, Sułkowice, Świniary, Wełnin, Włosnowice, Zagaje Kikowskie, Zagajów, Zagórzany, Zborów, Zielonki und Żuków.

## Sehenswürdigkeiten

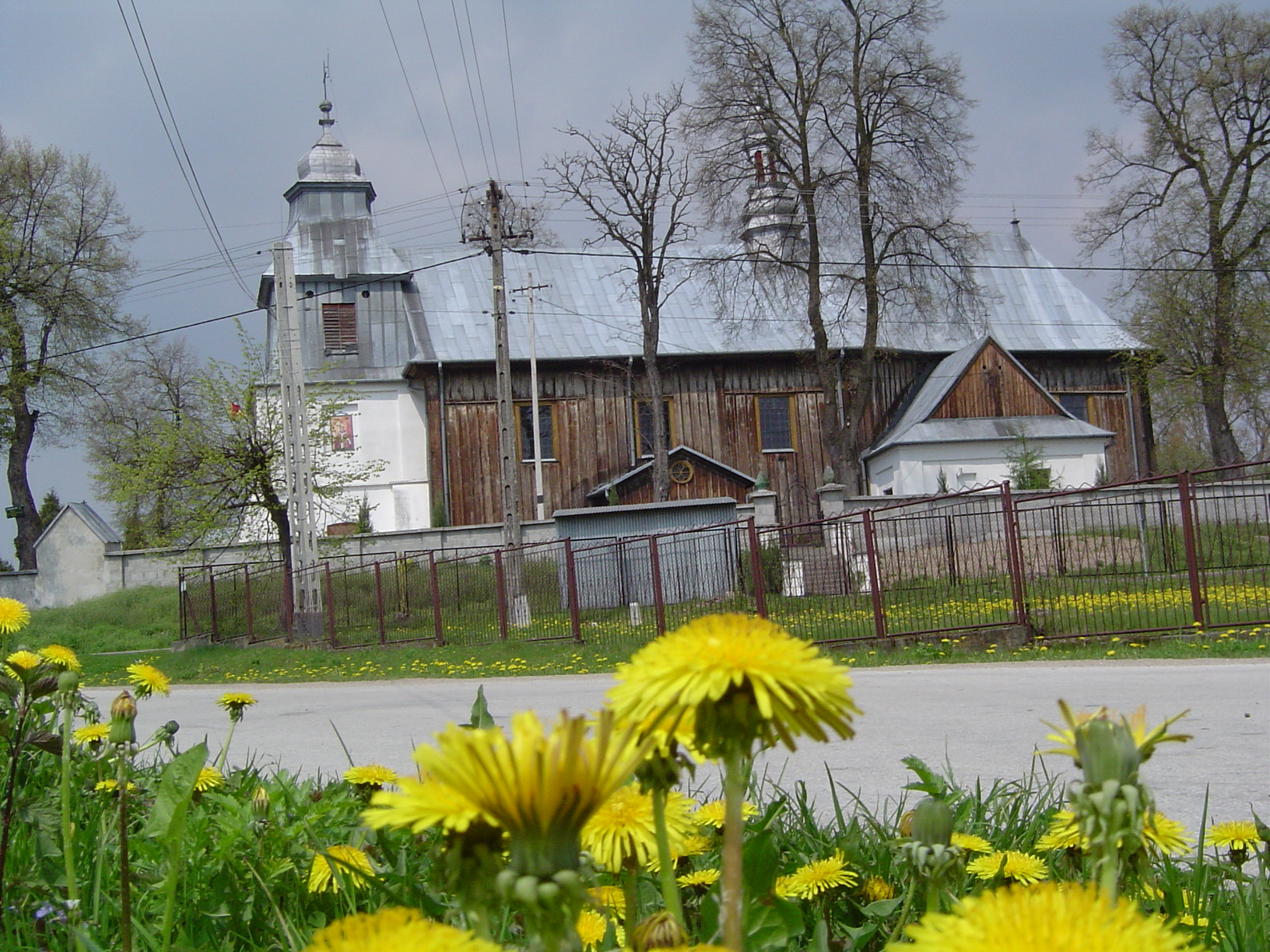
Holzkirche in Świniary

Sehenswert sind die Holzkirche in Świniary aus dem Jahr 1716 und das Schloss in Zborów, ehemaliger Sitz der Magnatenfamilie Zborowski.